# ICC Intercontinental Cup 2005
L'ICC Intercontinental Cup 2005 è stata la seconda edizione del torneo mondiale di First Class cricket per nazioni prive del test status. Si è disputata dal 22 aprile al 29 ottobre 2005. Al torneo hanno preso parte dodici squadre e la vittoria finale è andata per la prima volta alla selezione irlandese, che ha sconfitto in finale quella keniota.

## Formula
Le dodici squadre partecipanti erano divise in quattro gironi all'italiana da tre squadre ciascuno, stabiliti con criteri geografici (Africa, Europa, Asia e Americhe), con partite di sola andata. Le vincenti dei gironi si sono affrontate in semifinale e finale. Nella fase ad eliminazione diretta in caso di draw o tie avanzava la squadra che aveva marcato il maggior numero di runs nel primo innings in battuta. Il primo innings in battuta era limitato a 90 overs, al termine del quale la squadra doveva obbligatoriamente dichiarare.
Nel girone all'italiana iniziale ogni squadra poteva conquistare i seguenti punti:
- 14 punti per la vittoria
- 7 punti per il tie (pareggio perfetto)
- 1 punto ogni 25 runs marcate
- 0,5 punti per ogni wicket conquistato

## Fase a gironi

### Gruppo Africa

#### Partite
| Data              | Luogo                                      | In battuta (nel I innings)                           | Al lancio (nel I innings)                      | Risultato                        |
| ----------------- | ------------------------------------------ | ---------------------------------------------------- | ---------------------------------------------- | -------------------------------- |
| 22-24 aprile 2005 | Lugogo Cricket Oval Kampala, Uganda        | Kenya 321 (87.1 overs) e 116 (46.1 overs)            | Uganda 168 (72.2 overs) e 108 (44 overs)       | KEN vince di 161 runs Tabellino  |
| 13-15 maggio 2005 | Lugogo Cricket Oval Kampala, Uganda        | Uganda 231 (66.4 overs) e 211/9 Dec (82 overs)       | Namibia 201 (80.4 overs) e 242/7 (48.2 overs)  | NAM vince di 3 wickets Tabellino |
| 3-5 giugno 2005   | Wanderers Cricket Ground Windhoek, Namibia | Kenya 300/6 Dec (88.4 overs) e 202/9 Dec (109 overs) | Namibia 335/9 Dec (87 overs) e 68/5 (19 overs) | Draw Tabellino                   |

#### Classifica
| Squadra | Punti | P | W | L | D |
| ------- | ----- | - | - | - | - |
| Kenya   | 49    | 2 | 1 | 0 | 1 |
| Namibia | 46,5  | 2 | 1 | 0 | 1 |
| Uganda  | 32    | 2 | 0 | 2 | 0 |

### Gruppo Asia

#### Partite
| Data                      | Luogo                                                             | In battuta (nel I innings)                            | Al lancio (nel I innings)                               | Risultato                        |
| ------------------------- | ----------------------------------------------------------------- | ----------------------------------------------------- | ------------------------------------------------------- | -------------------------------- |
| 24-26 aprile 2005         | Sharjah Cricket Association Stadium Sharjah, Emirati Arabi Uniti  | Hong Kong 127 (66 overs) e 184 (65.4 overs)           | Emirati Arabi Uniti 127 (48.4 overs) e 185/3 (46 overs) | UAE vince di 7 wickets Tabellino |
| 30 aprile - 2 maggio 2005 | Tribhuvan University International Cricket Ground Kirtipur, Nepal | Hong Kong 91 (39.3 overs) e                           | Nepal 101/7 (35 overs) Dec e 37/3 (19 overs)            | Draw Tabellino                   |
| 7-9 maggio 2005           | Tribhuvan University International Cricket Ground Kirtipur, Nepal | Nepal 287/7 (86.3 overs) Dec e 125/6 (44.2 overs) Dec | Emirati Arabi Uniti 164 (81.2 overs) e 76 (35 overs)    | NEP vince di 172 runs Tabellino  |

#### Classifica
| Squadra             | Punti | P | W | L | D |
| ------------------- | ----- | - | - | - | - |
| Emirati Arabi Uniti | 41    | 2 | 1 | 1 | 0 |
| Nepal               | 40,5  | 2 | 1 | 0 | 1 |
| Hong Kong           | 18    | 2 | 0 | 1 | 1 |

### Gruppo Europa

#### Partite
| Data              | Luogo                                                | In battuta (nel I innings)                  | Al lancio (nel I innings)                      | Risultato                     |
| ----------------- | ---------------------------------------------------- | ------------------------------------------- | ---------------------------------------------- | ----------------------------- |
| 29-31 luglio 2005 | Kampong Utrecht, Paesi Bassi                         | Scozia 217 (72.3 overs)                     | Paesi Bassi 31/0 (10.5 overs)                  | Draw Tabellino                |
| 13-15 agosto 2005 | Mannofield Park Aberdeen, Scozia                     | Irlanda 172 (70.1 overs) e 196 (75.1 overs) | Scozia 234/9 Dec (82.3 overs) e 131 (38 overs) | IRL vince di 3 runs Tabellino |
| 23-25 agosto 2005 | Civil Service Cricket Club Belfast, Irlanda del Nord | Irlanda 407/4 Dec (90 overs)                | Paesi Bassi 204/6 (59.4 overs)                 | Draw Tabellino                |

#### Classifica
| Squadra     | Punti | P | W | L | D |
| ----------- | ----- | - | - | - | - |
| Irlanda     |       | 2 |   |   |   |
| Scozia      |       | 2 |   |   |   |
| Paesi Bassi |       | 2 |   |   |   |

### Gruppo Americhe

#### Partite
| Data                         | Luogo                                                     | In battuta (nel I innings)                           | Al lancio (nel I innings)                        | Risultato                                    |
| ---------------------------- | --------------------------------------------------------- | ---------------------------------------------------- | ------------------------------------------------ | -------------------------------------------- |
| 23-25 agosto 2005            | Toronto Cricket, Skating and Curling Club Toronto, Canada | Bermuda 125 (59.5 overs) e 311 (119 overs)           | Canada 207 (60.2 overs) e 181 (56.3 overs)       | BER vince di 48 runs Tabellino               |
| 27-29 agosto 2005            | Toronto Cricket, Skating and Curling Club Toronto, Canada | Isole Cayman 197 (74 overs) e 85 (24.3 overs)        | Bermuda 387/7 Dec (89 overs)                     | BER vince di un innings e 105 runs Tabellino |
| 31 agosto - 2 settembre 2005 | Toronto Cricket, Skating and Curling Club Toronto, Canada | Canada 340/9 Dec (82 overs) e 151/6 Dec (38.5 overs) | Isole Cayman 159 (54.1 overs) e 212 (68.5 overs) | CAN vince di 120 runs Tabellino              |

#### Classifica
| Squadra      | Punti | P | W | L | D |
| ------------ | ----- | - | - | - | - |
| Bermuda      |       | 2 |   |   |   |
| Canada       |       | 2 |   |   |   |
| Isole Cayman |       | 2 |   |   |   |

## Eliminazione diretta
- D: match draw
- X W: vittoria per X wicket
- X R: vittoria per X runs

|  | Semifinali          | Semifinali          | Semifinali |         |     | Finale | Finale | Finale |  |
|  |                     |                     |            |         |     |        |        |        |  |
|  | Kenya               | Kenya               | D          |         |     |        |        |        |  |
|  | Kenya               | Kenya               | D          |         |     |        |        |        |  |
|  | Bermuda             | Bermuda             | D          |         |     |        |        |        |  |
|  | Bermuda             | Bermuda             | D          | Kenya   |     |        |        |        |  |
|  |                     |                     |            |         |     |        |        |        |  |
|  |                     |                     | Irlanda    | Irlanda | 6 W |        |        |        |  |
|  | Emirati Arabi Uniti | Emirati Arabi Uniti | Irlanda    | Irlanda | 6 W | D      |        |        |  |
|  | Emirati Arabi Uniti | Emirati Arabi Uniti |            |         |     |        |        |        |  |
|  | Irlanda             | Irlanda             | D          |         |     |        |        |        |  |

### Semifinali
| Data               | Luogo                                      | In battuta (nel I innings)                         | Al lancio (nel I innings)                               | Risultato      |
| ------------------ | ------------------------------------------ | -------------------------------------------------- | ------------------------------------------------------- | -------------- |
| 23-25 ottobre 2005 | United Ground Windhoek, Namibia            | Kenya 403/6 Dec (89.5 overs) e 282/4 (110.2 overs) | Bermuda 346/9 (90 overs)                                | Draw Tabellino |
| 23-25 ottobre 2005 | Wanderers Cricket Ground Windhoek, Namibia | Irlanda 350/7 (87.4 overs) e 444/4 (104.1 overs)   | Emirati Arabi Uniti 189 (51.1 overs) e 228/8 (79 overs) | Draw Tabellino |

### Finale
| Data               | Luogo                                      | In battuta (nel I innings)                    | Al lancio (nel I innings)                           | Risultato                        |
| ------------------ | ------------------------------------------ | --------------------------------------------- | --------------------------------------------------- | -------------------------------- |
| 27-29 ottobre 2005 | Wanderers Cricket Ground Windhoek, Namibia | Kenya 401/4 Dec (89.5 overs) e 156 (68 overs) | Irlanda 313/4 Dec (78.5 overs) e 245/4 (66.5 overs) | IRL vince di 6 wickets Tabellino |